# Edward Stanley, 19.º Conde de Derby
Edward Richard William Stanley, 19.º Conde de Derby, (nascido em 10 de outubro de 1962) é um nobre hereditário e proprietário de terras britânico.
Foi membro da Câmara dos Lordes de 1994 a 1999.

## Atividades
Edward Stanley (informalmente "Teddy"), também conhecido como Lorde Stanley nasceu de Hugh Stanley (1926–1971) e sua esposa Rose Stanley ( nascida Birch). Ele mora em Knowsley Hall, perto de Liverpool, e também tem uma residência em Londres.
Ele herdou o condado de Derby e outros títulos familiares em 1994, após a morte de seu tio . Ele também herdou a Knowsley Estate, o Knowsley Safari Park e o Stanley House Stud na Hatchfield Farm. Ele é presidente da Câmara de Comércio de Liverpool, atua como membro do Conselho da Universidade de Liverpool (recebendo um doutorado honorário (Hon. LLD) da Universidade de Liverpool em 2008)  e é um dos sete curadores da fundação que financia bolsas para a pré-preparação e escola preparatória Cameron House no Royal Borough of Kensington e Chelsea, Londres . Lord Stanley foi nomeado tenente-adjunto de Merseyside em 1999, servindo ao lado de Frank Field e Mark Blundell, entre outros. Ele também é o presidente da Liverpool College Foundation, uma fundação ligada à escola da qual seu antecessor, o 14.º Conde de Derby, foi um dos fundadores.
Para a coroação do Rei Carlos III, Stanley foi nomeado Vice-Almirante de Lancashire . O cargo foi ocupado por condes anteriores de Derby desde 1569. Antes desta nomeação, Stanley era capitão honorário da Reserva Naval Real

## Família
Edward casou-se com Caroline Neville, filha de Robin Neville, 10.º Barão Braybrooke, em 21 de outubro de 1995 na Igreja de Santa Maria Virgem em Saffron Walden. O casal tem três filhos:
- Lady Henrietta Mary Rose Stanley (nascida em 1997)
- Edward John Robin Stanley, Lorde Stanley, herdeiro aparente do condado (nascido em 1998)
- O Honorável Oliver Henry Hugh Stanley (nascido em 2002).

Edward é o tataraneto de Frederick Stanley, 16º Conde de Derby, que serviu como Governador Geral do Canadá e deu ao país a Copa Stanley .
O filho mais velho, Lorde Stanley, é afilhado do príncipe André, duque de Iorque , e foi Pajem de Honra da Rainha Elizabeth II entre 2008 e 2012, aparecendo em três cerimônias da Jarreteira e quatro Aberturas Estaduais do Parlamento. Ele segurou a Jarreteira na perna do Príncipe Guilherme durante sua instalação como 1000º Cavaleiro da Jarreteira.